# Wolfskehl-Preis

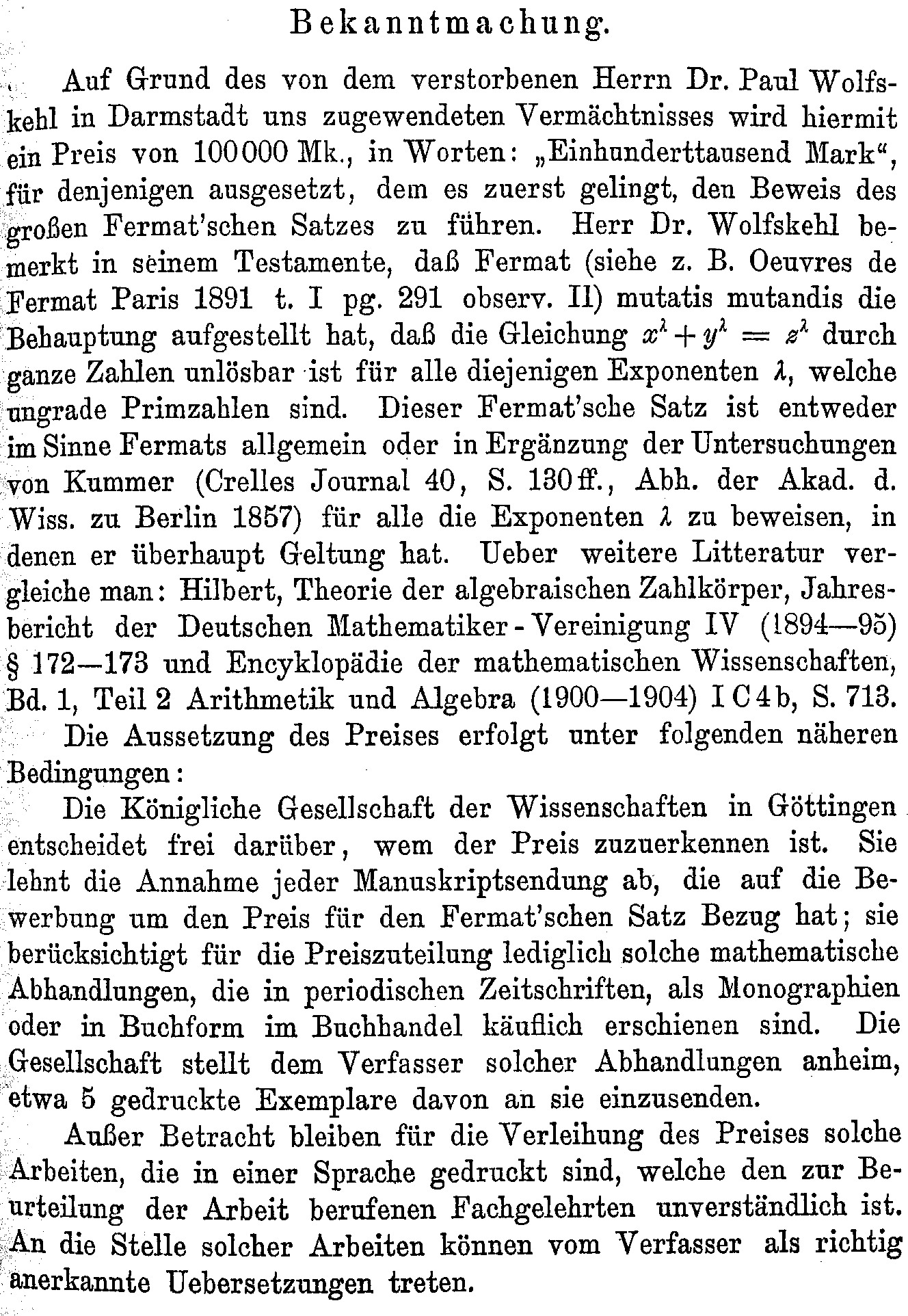
Auslobung des Preises

Der Wolfskehl-Preis wurde von Paul Friedrich Wolfskehl (1856–1906) gestiftet.
Dieser Preis wurde 1908 von der Königlichen Gesellschaft der Wissenschaften zu Göttingen ausgeschrieben für den Beweis des großen Fermatschen Satzes. Der Preis war nach dem Willen des Stifters ursprünglich mit der enormen Summe von 100.000 Goldmark dotiert.
Nach Wolfskehls Testament sollte der Preis innerhalb von 100 Jahren, letztmöglich 2007, verliehen werden. Das Preisgeld wurde nicht nur für den Beweis der Vermutung ausgelobt, sondern auch für ein Gegenbeispiel, allerdings hätte der Gewinner dann notwendige und hinreichende Bedingungen für die Exponenten der Fermatgleichung angeben müssen, für die die Vermutung nicht zutrifft. Frühestens zwei Jahre nach Veröffentlichung des Beweises konnte er ausbezahlt werden. Der Beweis musste in einer anerkannten wissenschaftlichen Zeitschrift oder als Buch veröffentlicht sein.
Allein im ersten Jahr gab es 621 Einsendungen und der Strom der Amateure, die Lösungen einschickten, versiegte über die Jahre nicht und hielt sogar nach Vergabe des Preises 1997 an. Am Göttinger Mathematischen Institut waren ein oder zwei Assistenten mit der Bearbeitung beschäftigt, aber auch die Berliner Akademie erhielt (wie auch heute noch viele Universitätsinstitute) Lösungs-Einsendungen. In Berlin machte sich der Amateur-Mathematiker und Arzt Albert Fleck (1861–1943) um die Entlarvung der vielen oft schwer zu entdeckenden Fehler in den eingeschickten Lösungen verdient (sein Arbeitsplatz wurde Fermat-Klinik genannt), wofür er 1914 auf Anregung der Mathematiker der Berliner Akademie die Silberne Leibniz-Medaille erhielt. Er war es auch, der bei dem bekannten Mathematiker Ferdinand Lindemann 1908 einen Fehler in dessen Beweisversuch der Fermatvermutung fand.
In der Literatur, beginnend mit Eric Temple Bell in seinen populären Men of Mathematics (1937) und noch in Paulo Ribenboims Buch über die Fermatvermutung, wurde behauptet, das Preisgeld sei durch die Hyperinflation der 1920er Jahre auf Pfennigbeträge zusammengeschmolzen. Die Göttinger Akademie, die regelmäßig mit Lösungsversuchen von Amateuren eingedeckt wurde, tat nicht viel, um diesen Eindruck zu korrigieren. Der Preis war Mitte der 1970er Jahre noch rund 27.000 DM wert und 1997 bei seiner Auszahlung 75.000 DM. Die Göttinger Mathematiker konnten die Zinsen des Preises zeitweise für sich verwenden und luden damit zum Beispiel Anfang des 20. Jahrhunderts Henri Poincaré und 1922 Niels Bohr zu Vorlesungen ein.
Der größte Teil des Wolfskehlschen Stiftungsvermögens ging dadurch verloren, dass die Vermögenstreuhänder der Königlichen Gesellschaft der Wissenschaften zu Göttingen 1914, zu Beginn des Ersten Weltkriegs, gezwungen wurden, einen hohen Prozentsatz der ausgesetzten Preissumme statt, wie im Testament festgelegt, in mündelsicheren Anleihen anzulegen, in Kriegsanleihen zu zeichnen. Thomas Adam, Historiker von der University of Texas und Spezialist für Stiftungsgeschichte sagt dazu: „Etwa 2/3 der auf etwa 146 Mrd. Mark geschätzten Kriegskosten wurden durch Kriegsanleihen aufgebracht. Die insgesamt neun Kriegsanleihen wurden Anlegern als eine sichere Anlage verkauft. Während Anleger diese mit 5 % verzinsten Kriegsanleihen freiwillig erwarben, wurden selbständige und unselbständige Stiftungen massiv unter Druck gesetzt, ihr Stiftungskapital in Kriegsanleihen anzulegen. Anfängliche Einladungen wichen sehr schnell amtlichen Weisungen, die keinen Zweifel an den begrenzten Handlungsmöglichkeiten der Stiftungsverwalter ließen. Die preußische Regierung beließ es dabei nicht nur mit Appellen an die patriotische Gesinnung der Stiftungsverwalter, sondern drohte sogar offen mit Enteignung, falls sich Stiftungen widersetzen sollten.“ Über das Schicksal dieser Stiftungen unter der Weimarer Regierung sagt derselbe Autor: „In dem Anleiheablösungsgesetz vom 16. Juli 1925 beschloss die Regierung jedoch, ihre Zahlungsverpflichtungen aus den Kriegsanleihen auf 2,5 % ihres Nominalwertes abzuwerten. Mit diesem Gesetz verringerte der Staat seine inländische Schuldenlast von 70 Mrd. Mark auf 1,75 Mrd. Mark. Dieses Gesetz und nicht die Hyperinflation trug zur flächendeckenden Enteignung der Stiftungen bei und trieb viele Stiftungen, die staatlichen Anordnungen folgend ihr Stiftungskapital auf den Staat vertrauend in Kriegsanleihen angelegt hatten, in den Ruin.“ Das Stiftungsvermögen des Wolfskehlpreises wurde auf 20.000 Reichsmark festgesetzt. Offenbar war nicht die gesamte Summe von 100.000 Goldmark in die Kriegsanleihe geflossen.
Nachdem um 1995 feststand, dass die Fermatvermutung bewiesen war, konnte der Wolfskehl-Preis am 27. Juni 1997 in Göttingen an Andrew Wiles übergeben werden. Zum 100sten Jahrestag der Auslobung des Wolfskehl-Preises veranstaltete die Technische Universität Darmstadt ein Festkolloquium, welches auch von Andrew Wiles besucht wurde.